# Bandy World Cup
Bandy World Cup ist ein jährlich, 1974–2008 in der schwedischen Stadt Ljusdal, seit 2009 in Sandviken, ausgetragenes internationales Bandyturnier für Profimannschaften (Herrenmannschaften). Es ist das größte dieser Art auf der Welt.
Das erste Turnier wurde im Jahr 1974 ausgetragen, damals unter dem Namen „DAF-Cupen“. der niederländische Automobilkonzern DAF war damals der Hauptsponsor. Im Laufe der Jahre wurde das Turnier unter verschiedenen Namen ausgetragen, meist entsprechend dem aktuellen Hauptsponsor:
- seit 1974 – „DAF-Cupen“
- seit 1976 – „Dex-cupen“
- seit 1980 – „Dex World Cup“
- seit 1984 – „World Cup Ljusdal“
- seit 1986 – „SJ World Cup“
- seit 1999 – „Ljusdal World Cup“
- seit 2004 – „Polar World Cup“
- seit 2005 – „ExTe World Cup“

In den Anfangsjahren hatte das Turnier noch Probleme, genügend Mannschaften zu finden, die an ihm teilnehmen wollten. Heute wird neben dem Hauptturnier auch ein B-Turnier ausgetragen für Mannschaften aus Ländern (z. B. USA, Kanada, Ungarn, Niederlande), in denen der Bandysport erst eine jüngere Geschichte hat und die Mannschaften noch nicht so etabliert sind.

## Bisherige Turniersieger
| 1974: Sandvikens AIK 1975: Brobergs IF 1976: Oulun Luistinseura (aus Oulu) 1977: Brobergs IF 1978: Brobergs IF 1979: Edsbyns IF 1980: IF Boltic 1981: IF Boltic 1982: HK Jenissei Krasnojarsk 1983: Brobergs IF 1984: HK Jenissei Krasnojarsk 1985: IF Boltic 1986: IF Boltic 1987: Västerås SK 1988: Vetlanda BK 1989: Västerås SK 1990: Zorki Krasnogorsk |  | 1991: Edsbyns IF 1992: IK Sirius 1993: Vetlanda BK 1994: Västerås SK 1995: IF Boltic 1996: IF Boltic 1997: Västerås SK 1998: Falu BS 1999: Hammarby IF 2000: Västerås SK 2001: Hammarby IF 2002: Sandvikens AIK 2003: Wodnik Archangelsk 2004: Wodnik Archangelsk 2005: Bollnäs GoIF 2006: Dynamo Moskau 2007: Dynamo Moskau |  | 2008: Edsbyns IF 2009: Hammarby IF 2010: HK Dynamo Kasan 2011: HK Jenissei Krasnojarsk 2012: Zorki Krasnogorsk 2013: Dynamo Moskau 2014: Västerås SK 2015: HK Jenissei Krasnojarsk 2016: Västerås SK 2017: Sandvikens AIK 2018: Villa Lidköping BK |